# Copa de fútbol femenino de Alemania 2017-18
La Copa de fútbol femenino de Alemania 2017-18 fue la 38va temporada de la segunda competición más importante del fútbol femenino en Alemania luego de la Bundesliga Femenina

## Resultados

### Primera ronda
El sorteo se realizó el 12 de julio de 2017. Los partidos se jugaron el 26 y 27 de agosto de 2017.
| Equipo 1                      | Resultado | Equipo 2                       |
| ----------------------------- | --------- | ------------------------------ |
| TSV Jahn Calden (IV)          | 1–2       | SV Werder Bremen (I)           |
| Magdeburger FFC (III)         | 4–1       | TV Jahn Delmenhorst (II)       |
| TSV Limmer (III)              | 2–1       | Blau-Weiß Hohen Neuendorf (II) |
| Herforder SV (II)             | 2–3       | Arminia Bielefeld (II)         |
| 1. FFC Fortuna Dresden (III)  | 3–4       | 1. FC Union Berlin (II)        |
| Holstein Kiel (III)           | 0–5       | SV Meppen (II)                 |
| FSV Babelsberg 74 (IV)        | 2–0       | Weimarer FFC (IV)              |
| 1. FC Neubrandenburg 04 (III) | 2–1       | Hamburger SV (III)             |
| ATS Buntentor (III)           | 2–5       | FSV Gütersloh (II)             |
| BSC Marzahn (III)             | 1–3       | BV Cloppenburg (II)            |
| FFC Wacker München (III)      | 0–2       | 1. FC Köln (I)                 |
| FSV Hessen Wetzlar (II)       | 0–4       | 1. FC Saarbrücken (II)         |
| SC Siegelbach (III)           | 0–9       | Borussia Mönchengladbach (II)  |
| Vorwärts Spoho Köln (IV)      | 1–3       | 1. FFC 08 Niederkirchen (II)   |
| TSV Neckarau (IV)             | 0–1       | VfL Sindelfingen (II)          |
| SV Holzbach (III)             | 0–2       | TSV Schott Mainz (II)          |
| SV Alberweiler (III)          | 1–0       | SG 99 Andernach (II)           |
| VfL Bochum (III)              | 0–1       | TSV Crailsheim (II)            |
| 1. FC Riegelsberg (III)       | 1–0       | SV Walbeck (IV)                |
| Hegauer FV (III)              | 4–2       | SV 67 Weinberg (II)            |
| Bramfelder SV (II)            | 0–2       | SV Henstedt-Ulzburg (II)       |

### Segunda ronda
Los partidos se jugarán el 7 y 8 de octubre de 2017. Los ocho mejores equipos de la Bundesliga de la temporada pasada se unen a los 24 ganadores de la ronda previa.
| Equipo 1                      | Resultado | Equipo 2                     |
| ----------------------------- | --------- | ---------------------------- |
| SV Alberweiler (III)          | 0–3       | FC Bayern Múnich (I)         |
| TSV Limmer (III)              | 1–6       | SV Werder Bremen (I)         |
| 1. FC Riegelsberg (III)       | 0–13      | SC Sand (I)                  |
| 1. FC Neubrandenburg 04 (III) | 0–10      | SGS Essen (I)                |
| FSV Babelsberg 74 (IV)        | 0–9       | SV Meppen (II)               |
| TSV Crailsheim (II)           | 0–2       | 1. FC Köln (I)               |
| Arminia Bielefeld (II)        | 2–1       | MSV Duisburg (I)             |
| Magdeburger FFC (III)         | 0–3       | FF USV Jena (I)              |
| FSV Gütersloh (II)            | 0–6       | Turbine Potsdam (I)          |
| 1. FC Union Berlin (II)       | 0–6       | VfL Wolfsburgo (I)           |
| SV Henstedt-Ulzburg (II)      | 2–6       | BV Cloppenburg (II)          |
| 1. FFC 08 Niederkirchen (II)  | 1–3       | TSG 1899 Hoffenheim (I)      |
| Bayer 04 Leverkusen (I)       | 0–6       | 1. FFC Frankfurt (I)         |
| TSV Schott Mainz (II)         | 0–8       | SC Freiburg (I)              |
| 1. FC Saarbrücken (II)        | 4–1       | Borussia Mönchengladbach (I) |
| Hegauer FV (III)              | 0–2       | VfL Sindelfingen (II)        |

### Octavos de final
Los partidos se jugaron el 2 y 3 de diciembre de 2017.
| Equipo 1                | Resultado | Equipo 2                   |
| ----------------------- | --------- | -------------------------- |
| SV Meppen (III)         | 0–4       | Bayern de Múnich (I)       |
| Arminia Bielefeld (II)  | 1–2       | 1. FFC Turbine Potsdam (I) |
| VfL Sindelfingen (II)   | 1–3       | 1. FFC Fráncfort (I)       |
| 1. FC Colonia (I)       | 1–2       | SC Sand (I)                |
| SV Werder Bremen (I)    | 0–5       | SGS Essen (I)              |
| 1. FC Saarbrücken (II)  | 1–0       | FF USV Jena] (I)           |
| TSG 1899 Hoffenheim (I) | 0–2       | SC Friburgo (I)            |
| BV Cloppenburg (II)     | 0–5       | VfL Wolfsburgo (I)         |

### Cuartos de final
Los partidos se jugaron el 13 y el 14 de marzo de 2018.
| Equipo 1               | Resultado | Equipo 2                   |
| ---------------------- | --------- | -------------------------- |
| 1. FC Saarbrücken (II) | 0–15      | Bayern de Múnich (I)       |
| 1. FFC Fráncfort (I)   | 0–2       | 1. FFC Turbine Potsdam (I) |
| VfL Wolfsburgo (I)     | 2–1       | SC Sand (I)                |
| SGS Essen (I)          | 5–2 (pro) | SC Friburgo                |

### Semifinales
Los partidos se jugaron el 15 de abril de 2018.
| Equipo 1             | Resultado | Equipo 2                   |
| -------------------- | --------- | -------------------------- |
| VfL Wolfsburgo (I)   | 4–1       | SGS Essen (I)              |
| Bayern de Múnich (I) | 3–1       | 1. FFC Turbine Potsdam (I) |

#### VfL Wolfsburgo - SGS Essen
| 15 de abril de 2018 15:15 | VfL Wolfsburgo                                         | 4-1     | SGS Essen   | AOK-Stadion, Wolfsburgo                                   |                                                           |
|                           | Graham Hansen 17' · Harder 42' 47' · Gunnarsdóttir 86' | Reporte | Freutel 58' | Asistencia: 1.540 espectadores Árbitro(s): Angelika Söder | Asistencia: 1.540 espectadores Árbitro(s): Angelika Söder |

#### Bayern de Múnich - Turbine Potsdam
| 15 de abril de 2018 15:15 | Bayern de Múnich                       | 3-1     | 1. FFC Turbine Potsdam | Grünwalder Stadion, Múnich                                |                                                           |
|                           | Maier 29' · Wenninger 47' · Rolser 86' | Reporte | Prašnikar 89'          | Asistencia: 1.184 espectadores Árbitro(s): Marina Wozniak | Asistencia: 1.184 espectadores Árbitro(s): Marina Wozniak |

### Final
La final se jugó el 19 de mayo de 2018 en el Estadio Rhein Energie en Colonia.
| 19 de mayo de 2018 15:00 | VfL Wolfsburgo                                    | 0-0 (3–2 p.)               | Bayern de Múnich                                    | Estadio Rhein Energie, Colonia                           |                                                          |
|                          |                                                   | Reporte                    |                                                     | Asistencia: 14.692 espectadores Árbitro(s): Sandra Stolz | Asistencia: 14.692 espectadores Árbitro(s): Sandra Stolz |
|                          |                                                   | Tiros desde el punto penal |                                                     |                                                          |                                                          |
|                          | - Kerschowski - Jakabfi - Masar - Harder - Hansen |                            | - Behringer - Demann - Islacker - Vonkova - Laudehr |                                                          |                                                          |

| VfL Wolfsburgo | Bayern de Múnich |

| GK            | 1  | Almuth Schult            |      |      |
| RB            | 9  | Anna Blässe              |      | 66'  |
| CB            | 4  | Nilla Fischer (C)        |      |      |
| CB            | 28 | Lena Goeßling            |      |      |
| LB            | 16 | Noëlle Maritz            | 76'  |      |
| DM            | 7  | Sara Björk Gunnarsdóttir | 80'  |      |
| RM            | 21 | Lara Dickenmann          |      | 106' |
| CM            | 22 | Pernille Harder          |      |      |
| CM            | 5  | Cláudia Neto             |      | 91'  |
| LM            | 26 | Caroline Hansen          |      |      |
| CF            | 17 | Ewa Pajor                |      | 118' |
| Banquillo:    |    |                          |      |      |
| GK            | 29 | Merle Frohms             |      |      |
| DF            | 6  | Katharina Baunach        |      |      |
| DF            | 24 | Joelle Wedemeyer         | 105' | 91'  |
| MF            | 3  | Zsanett Jakabfi          | 120' | 106' |
| MF            | 27 | Isabel Kerschowski       |      | 66'  |
| MF            | 30 | Ella Masar               |      | 118' |
| FW            | 10 | Tessa Wullaert           |      |      |
| Entrenador:   |    |                          |      |      |
| Stephan Lerch |    |                          |      |      |

| GK           | 31 | Manuela Zinsberger    |       |      |
| RB           | 19 | Carina Wenninger      |       |      |
| CB           | 4  | Kristin Demann        |       |      |
| CB           | 22 | Verena Faißt          |       |      |
| LB           | 20 | Leonie Maier          | 111'  |      |
| DM           | 7  | Melanie Behringer (C) |       |      |
| RM           | 33 | Sara Däbritz          |       | 103' |
| LM           | 10 | Jill Roord            |       | 64'  |
| AM           | 8  | Melanie Leupolz       |       | 99'  |
| FW           | 14 | Fridolina Rolfö       |       |      |
| FW           | 29 | Nicole Rolser         |       | 117' |
| Banquillo:   |    |                       |       |      |
| GK           | 28 | Jacintha Weimar       |       |      |
| DF           | 2  | Gina Lewandowski      |       |      |
| DF           | 21 | Simone Laudehr        |       | 99'  |
| DF           | 25 | Viktoria Schnaderbeck |       |      |
| MF           | 18 | Dominika Škorvánková  | 90+3' | 64'  |
| FW           | 13 | Lucie Voňková         |       | 117' |
| FW           | 23 | Mandy Islacker        |       | 103' |
| Entrenador:  |    |                       |       |      |
| Thomas Wörle |    |                       |       |      |

| Árbitro asistente: Vanessa Arlt Katia Kobelt Cuarto árbitro: Christine Weigelt | Reglas del partido - 90 minutos. - 30 minutos de prórroga si es necesario. - Tanda de penaltis si el resultado sigue en empate. - Siete substitutos convocados. - Máximo de tres substituciones, con un cuarto permitido en la prórroga. |

## Goleadoras
| Posición | Jugadora | Club | Goles |
| -------- | -------- | ---- | ----- |
| 1        |          |      |       |
| 2        |          |      |       |
| 3        |          |      |       |
| 4        |          |      |       |
| 5        |          |      |       |